# スポーツ文化ツーリズムアワード
スポーツ文化ツーリズムアワード（スポーツぶんかツーリズムアワード）は、スポーツ庁、文化庁、観光庁が2016年から毎年開催している、日本国内のスポーツ文化ツーリズムの優秀な取り組みを表彰する賞。

## 受賞者

### 2019年

#### スポーツツーリズム賞
- 魚沼国際雪合戦大会[2]

### 2020年

#### スポーツ文化ツーリズム賞
- 富士山ネイチャーツアーズ[3]

#### スポーツツーリズム賞
- ワールドツアーファイナル（宇都宮市）[4]

#### 日本遺産ツーリズム賞
- 和歌山ジャズマラソン[5]

### 2021年

#### スポーツ文化ツーリズム賞
- SHIROFES.（弘前公園）[6]

#### 文化ツーリズム賞
- 村上海賊魅力発信推進協議会（尾道市、今治市）[7]

#### 新しい観光賞
- 温泉むすめ[8]